# Concadirame
Concadirame è una frazione del comune di Rovigo. Sorge sulla riva destra dell'Adige.

## Geografia
Concadirame sorge lungo la sponda destra dell'Adige, a 7 km a nord-ovest di Rovigo.

## Storia
Fu comune autonomo sino al 1927 (il codice ISTAT era 029807), anno in cui venne soppresso e inglobato nel comune di Rovigo assieme ai comuni di Boara Polesine, Borsea, Buso, Sarzano, Grignano di Polesine e Sant'Apollinare con Selva.

## Monumenti e luoghi d'interesse

### Architetture religiose

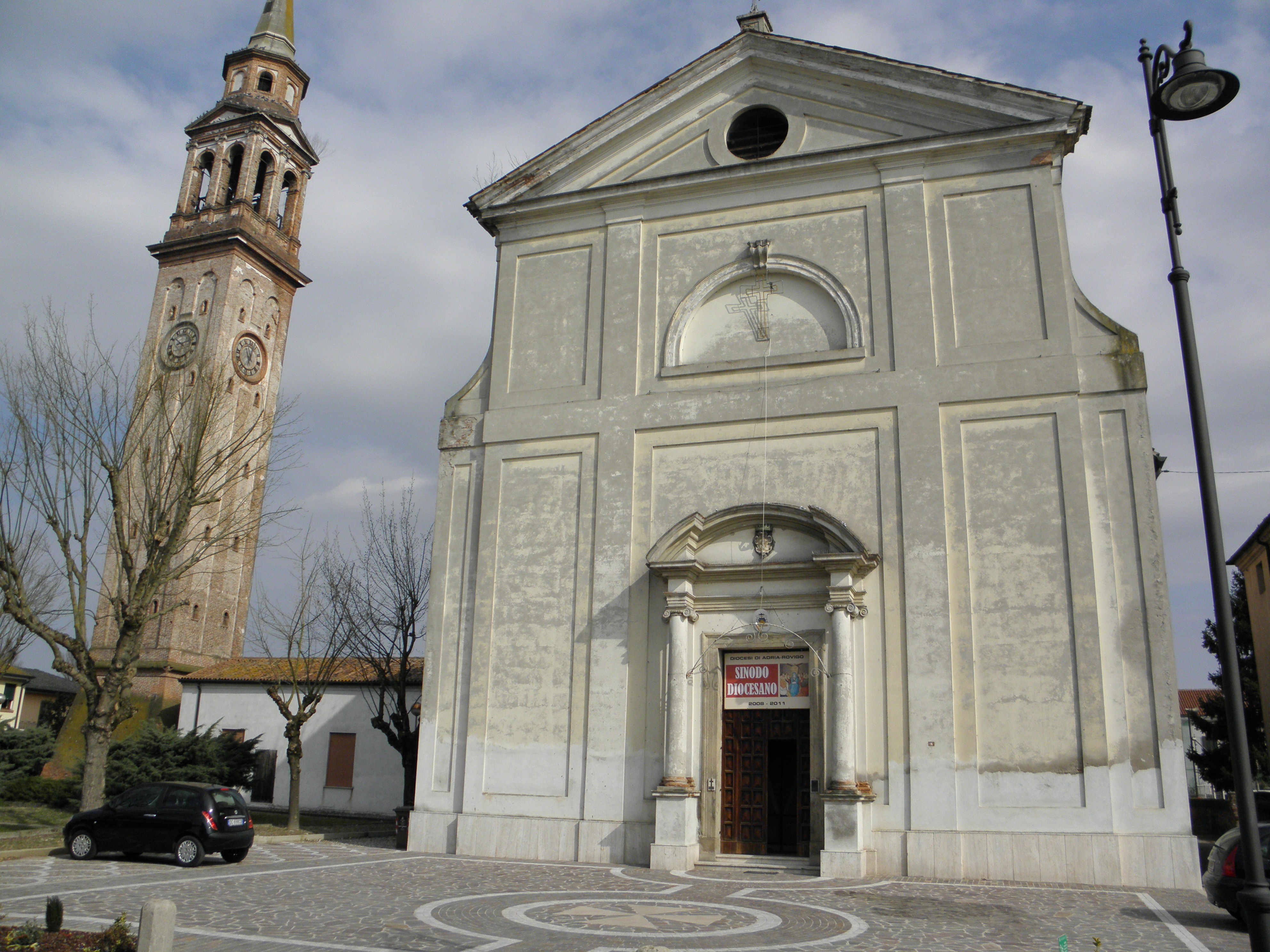
Chiesa della Beata Vergine Maria del Rosario.

- Chiesa della Beata Vergine Maria del Rosario (XVIII secolo)[2], posta su Via San Gregorio, la principale via di transito del paese e che portava verso il traghetto sul fiume Adige. Il sagrato antistante l'edificio religioso è stato opera di un rifacimento nell'ambito di una riqualificazione operata dell'amministrazione comunale di Rovigo.[3]

### Architetture civili
- ex palazzina municipale.
- Villa Grimani Contarini, situata in località Grompo, l’unico esempio di villa veneta progettata da Michele Sanmicheli scampato alla distruzione e che costituisce il complesso agricolo monumentale più grandioso di tutto il Polesine.

### Altro
- Monumento ai Caduti delle guerre mondiali, opera dello scultore pontecchiese Guido Cremesini (1949)[4] nella piazzetta antistante il campanile della chiesa in Via San Gregorio

### Aree naturali
- Oasi Bojo della Ferriana

## Società

### Evoluzione demografica
Abitanti censiti